# 铁力市
铁力市是中国黑龙江省伊春市下辖的縣級市。因此地古代有铁利府与铁骊部而得名，为避免生僻字而写作“铁力”。总面积6620平方公里，市人民政府驻铁力镇建设西大街51-1号。

## 历史沿革
铁力，俗称“铁山包”。在辖境南部的王杨乡和工农乡交界处有一山丘，称“铁山”，其附近两河中间大小山丘连绵不断，统称“铁山包”。设治时，以其地辽代属“铁骊部”，遂名“铁骊”。1956年为更改生辟字和繁体字地名，改为“铁力”。
铁力一带，唐属黑水靺鞨，渤海国曾设有铁利府，辽属东京道，为女真铁骊部，金属上京会宁府，元属辽阳行省水达达路，明属奴儿干都司，清代先后属呼兰城守尉和呼兰副都统管辖，为鄂伦春等族渔猎游牧之地。
清光绪十七年三月（1891年4月），清廷委派镇边军右翼统领率兵于铁山包驻防。光绪三十二年闰四月（1906年6月），将北团林子协领移驻铁山包，被称为“铁山包协领”，并修建协领公署，“招抚庚子屯田逃亡之户，安插贫民小户”。光绪三十四年七月（1908年8月）奏准，拟设“铁骊县，驻铁山包”。
民国成立后，1915年（民国四年）2月10日，黑龙江省巡按使公署援照清末“设立铁骊县旧条”，裁撤铁山包协领，将余庆安邦河以东地域划归铁骊，同年5月于协领衙门置铁骊设治局，隶属绥兰道。1929年2月，改由黑龙江省直辖。满洲国建国后，隶属黑龙江省。1933年（大同二年）10月1日，将铁骊设治局改为铁骊县。1934年12月划归滨江省管辖，1939年6月划归北安省管辖。1943年（康德十年）7月1日，设庆城县与铁骊县佐办事处，将庆城县与铁骊县合并为庆安县。
1945年日本投降，仍属庆安县。1946年6月，将原铁骊地区划出，恢复铁骊县，27日，成立铁骊县人民政府，隶属黑龙江省北安市。
1949年，省府移至齐齐哈尔市，铁骊县由其管辖。
1954年3月，政府改称称铁骊县人民委员会。
1955年8月，黑龙江省与松江省合并，称黑龙江省，省城移至哈尔滨市，铁骊县为其所属。同年11月19日，国务院决定将铁骊县改为铁力县。
1958年9月，与庆安县二次合并，称庆安县铁力镇。
1962年10月20日，庆、铁二县再次分置，铁力县隶属黑龙江省松花江专署。
1965年，隶属绥化专署。
1967年，成立铁力县革命委员会。
1970年4月1日，铁力县隶属伊春地区。
1979年12月14日，铁力县隶属伊春市。
1980年9月，县革命委员会改称县人民政府。
1988年9月13日，中国民政部批准铁力撤县，改为由省直辖的县级铁力市。
1989年1月，铁力市政府领导体制变更；同年7月，铁力市归属伊春市，其名称隶属关系延续至今未变。
2019年7月，原属铁力市的朗乡镇改属新成立的大箐山县。

## 行政区划
铁力市下辖5个镇、2个乡、1个民族乡：
铁力镇、双丰镇、桃山镇、神树镇、日月峡镇、年丰朝鲜族乡、工农乡、王杨乡、铁力林业局、双丰林业局、桃山林业局和铁力农场。
其中年丰乡为朝鲜民族乡、双丰镇为国家级小城镇建设试点镇。辖区内有伊春林业管理局所属的四个国家林业局（即双丰林业局、桃山林业局、朗乡林业局、铁力林业局）和绥化农管局所属的铁力农场。

## 交通
- 222国道过境。

鹤哈高速过境

## 人口
根据第七次人口普查数据结果，截至2020年11月1日零时，全市常住人口为225960人。全市共有家庭户105839户，集体户3968户；家庭户人口211927人，集体户人口14033人。平均每个家庭户的人口2.00人。
铁力市总人口40万人，是一个多民族杂居城市。境内有汉族、朝鲜族、满族、回族、蒙古族、壮族、瑶族、土家族、达斡尔族、锡伯族、裕固族、鄂伦春族等12个民族，汉族人口最多。11个少数民族人口主要分布在铁力镇、桃山镇、朗乡镇、双丰镇和年丰乡，农业人口居多。

## 特产
铁力中国林蛙油：中国地理标志产品。中国林蛙又称雪蛤、哈士蟆。